# Federația Română de Tenis de Masă
Federația Română de Tenis de Masă (FRTM) este o structură sportivă de interes național ce desfășoară, organizează și promovează activitatea de tenis de masă din România. 
Înființată în anul 1929, este membră a Comitetului Olimpic Român (COSR), al Federației Internaționale de Tenis de Masă (ITTF) din 1928 și al Uniunii Europene de Tenis de Masă (ETTU).

## Vezi și
- Sportul în România
- Angelica Adelstein-Rozeanu
- Bernadette Szőcs